# غوردون بارنهارت
غوردون بارنهارت هو مؤرخ كندي، ولد في 22 يناير 1945 في Saltcoats (federal electoral district) ‏ في كندا.